# Ijebu Ode
Ijebu Ode (o Ijebu-Ode) és una ciutat i una Àrea de Govern Local localitzada al sud-oest de Nigèria, prop a l'autopista A121. La ciutat està localitzada a 110 km per la carretera del nord-est de Lagos; és a uns 100 km de l'oceà Atlàntic en la part oriental de l'estat d'Ogun i posseeix un clima tropical suau.
Amb una població calculada de 222,653 (2007), Ijebu Ode té 39 Escoles Primàries Públiques, 14 Instituts Públics Infantils, 13 Instituts Públics Juvenils, 110 dispensaris privats i escoles privades i 22 escoles secundàries privades.
És la segona ciutat més gran de l'estat d'Ogun després d'Abeokuta.
Des de temps precolonials ha estat la capital del Regne d'Ijebu.
La LGA té una àrea de 192 km² i una població de 154.032 al cens de 2006.
La ciutat està habitada pels ijebus, un sub-grup dels iorubes que parlen el dialecte ijebu del ioruba; és històricament i culturalment la seu del país Ijebu (Ijebuland). Avui, tanmateix, a causa de l'emigració i els matrimonis mixtes, Ijebu Oda és ara una ciutat amb una població barrejada que en general parla la llengua ioruba i molt menys el dialecte local.
El governant del Regne d' Ijebu, Oba S.K. Sikiru Kayode Adetona, conegut com el Awujale d'Ijebu, resideix a Ijebu-Oda.
És considerat com el governant tradicional del país Ijebu agrupant cada ciutat que fou en origen un domini Ijebu, incloent Ago-Iwoye, Ijebu-Igbo, Oru, Awa, Remo, Ijebu-Isiwo, Odogbolu, Aiyepe, Epe, i altres territoris ijebus. L' Awujale és altament reverenciat per nadius i residents d'aquestes ciutats.